# M2A1
M2A1 – współczesna brazylijska bomba zapalająca wagomiaru 400 funtów. Zawiera 135,75 kg środka zapalającego.